# 1900年代上海

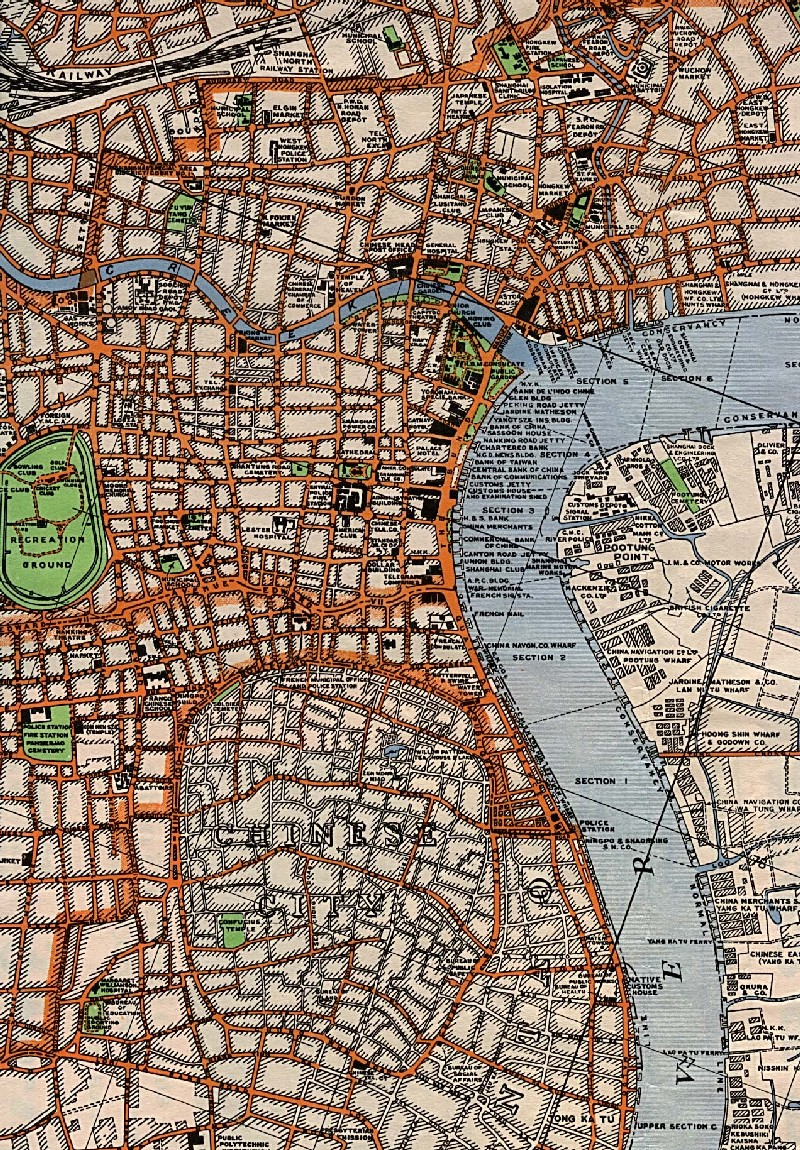
1933年的上海市中心区，大体上也就是1899年上海的全部市区范围：南市的华界，北部苏州河两岸的公共租界，以及介于两者之间的法租界

## 义和团事变
1900年8月17日，上海进入警备，爆发了义和团运动，影响不断扩大，在上海的外国势力开始组织自己的防御力量。 

## 黎黄氏事件
1905年，由于公廨错审黎黄氏案件，上海民众发生暴动，围攻巡捕房。 

## 南京路的兴起

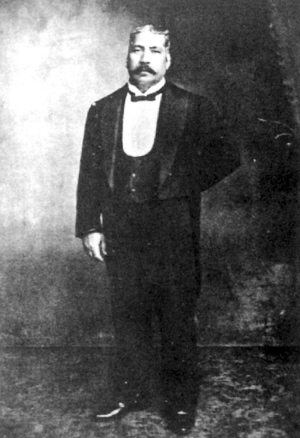
哈同

1901年，哈同脱离新沙逊洋行，自己独立创办哈同洋行，专营房地产业。他对南京路的开发取得了极大的成功。在19世纪末、20世纪初，租界内的商业中心还位于南部靠近旧城的广东路和福州路，南京路当时还很冷清。不过，随着1899年公共租界向西、北、东三面大规模拓展后，从宏观角度来看，不久这里必将成为全上海新的商业中心。南京路和福建路口有一座虹庙，罗迦陵经常到那里烧香，听信该庙住持的劝说，便鼓动丈夫多多购进南京路两侧的地产。随后又出资60万两，用名贵的铁藜木铺设南京路的路面，使这马条路成为上海最为平整的道路，一方面方便了人们的出行，博取了做善事的好名声，提升了哈同洋行的社会形象；同时也使其在南京路的房地产大为增值。不久，在1908年，东西横贯上海的该市第一条有轨电车线路走向也正是沿着南京路，那里成为上海交通最方便的地方，很快店铺云集，又成为上海商业最繁华的黄金地段，在数年间地价上涨千倍以上。一首民谣这样称赞他：“哈同哈同，与众不同。看守门户，省吃俭用；攒钱铺路，造福大众。筑路，筑路，财源亨通。”哈同去世前，占有南京路地产的44％，永安公司、新新公司、慈淑大楼(今东海大楼)的地皮都是哈同的产业，两侧凡是“慈”字头的房产，如慈裕里、慈庆里、慈顺里、慈丰里、慈永里等，也都是哈同的产业。
1904年，哈同开始在沪西静安寺路购地300亩，花费70万两银元，由罗迦陵聘请乌目山僧人黄宗仰设计，到1910年建成了上海最大最豪华的一座私人花园，并以罗迦陵的名字命名为爱俪园（哈同花园），园内亭台楼阁、假山湖沼，完全是典型的中国式园林，据称是模仿了《红楼梦》中大观园的设计，因而号称海上大观园。整个园林共有景点60余处，每处均冠以美丽的名字，是当时上海最大、最为豪华的私家花园。

## 黃埔江口航道水利整理
依據《辛丑條約》簽訂其附件規定大清與海外合資、疏浚上海黃浦江航道的條款，經多方協商最終達成協議：所有改善及保全黃浦河道，包括吳淞內外沙灘各工，均由江海關道及稅務司管理，大清一方承擔全部經費。1905年（光緒三十一年）大清政府成立黃浦河道局（上海黃浦江浚浦局），被迫每年撥銀46萬海關兩，以20年為期治理黃浦江。辜鸿铭於1905年11月11日被任命為為浚浦局（浚治局）督辦（「監督」或「總辦」）。
荷蘭工程師奈格（J.D.Ryke）在應上海工部局聘任下於1906年6月擔任浚浦局總工程師，成為整治吳淞口的第一位外國專家。其於1907年（光緒三十三年）主持開始進行黃浦江改善施工，在其1909年（宣統元年）返回荷蘭前，他在黃浦江上進行過了多項河道工程，包括吳淞碼頭（建於黃浦口）和高橋新航道；黃浦江治理工程累計耗銀六百四十三萬兩，佔當時大清全部計劃治理經費的89%，但工程僅完成一半。不過他所做工作是成功消除了大部分淺灘，實現了黃浦航道整治的初步目標：詩黃埔江口最低水深由15英尺加深至21英尺，高橋新航道由2-3英尺加深至19英尺。